# Condylonucula
Genre
Condylonucula est un genre de mollusques bivalves de la famille des Nuculidae et caractérisés par une très petite taille.

## Liste d'espèces
Selon World Register of Marine Species (8 novembre 2018) :
- Condylonucula bicornis (Gofas & Salas, 1996)
- Condylonucula cynthiae D. R. Moore, 1977
- Condylonucula maya D. R. Moore, 1977

## Publication originale
- Moore, 1977 : Small species of Nuculidae (Bivalvia) from the tropical western Atlantic. The Nautilus, vol. 91, n. 4, p. 119-128 (introduction).